# Ближнево (Московская область)
Ближнево — деревня в Дмитровском районе Московской области, в составе городского поселения Дмитров. Население — 48 чел. (2010). До 2006 года Ближнево входило в состав Внуковского сельского округа.

## Расположение
Деревня расположена в центральной части района, примерно в 2 км юго-восточнее Дмитрова, у истока безымянного ручья, правого притока малой речки Хамиловка (бассейн реки Яхрома), высота центра над уровнем моря 220 м. Ближайшие населённые пункты — Ярово на севере, СНТ Ближнево, Ближнево-2 на юге и Борисово, СНТ Поляна на западе.

## Население
| 2002 | 2006 | 2010 |
| ---- | ---- | ---- |
| 8    | ↗18  | ↗48  |